# Transportprotein
Transportproteine sind im weiteren Sinn Proteine, die einen Transport von bestimmten Substanzen durchführen oder erleichtern, wobei der Zielort innerhalb derselben Zelle, direkt außerhalb der Zelle oder sogar ein anderer Ort innerhalb eines vielzelligen Organismus sein kann. Im engeren Sinn bezeichnet Transportprotein ein Protein, welches stationär in der Zellmembran sitzt und den Transport durch die Zellmembran passiv erleichtert (Beispiel: Ionenkanal) oder aktiv bewerkstelligt (Beispiel Ionenpumpe).
Im Gegensatz zu auf Diffusion beruhenden Transportprozessen zeigt der proteinabhängige Transport typische kinetische Parameter, die analog zu denen der enzymkatalysierten Reaktionen sind. So zeigen Transportproteine ein Sättigungsverhalten bei steigenden Substratkonzentrationen sowie gegebenenfalls die verschiedenen Formen der Inhibition.

## Transport durch die Zellmembran

Uniport

Symport

Antiport

Transmembran-Transportproteine (manchmal auch Permeasen genannt) transportieren Stoffe aus und in die Zelle, und zwar entweder passiv mit dem Konzentrationsgefälle, oder gegen das Konzentrationsgefälle unter direktem oder indirektem Energieverbrauch (aktiver Transport). Ging man früher von mobilen Carriern in biologischen Membranen aus (Valinomycin-Modell), so weiß man heute, dass die meisten Membran-Transportproteine stationär in der Membran sind.
In diese Klasse von Transportproteinen gehören auch Proteine in Organell-Membranen, da sie sich nicht grundsätzlich von jenen der Zellmembran unterscheiden. Insbesondere können so an Shuttle-Systemen teilnehmende Enzyme, wie z. B. die Malat-Dehydrogenase der Malatschleuse, als Transportprotein bezeichnet werden.
Die Unterteilung der Membran-Transportproteine erfolgt gemäß der Unterteilung des Membrantransports (s. dort) in:
- Transporter (Carrier) für den 
  - Uniport, katalysierte Permeation (einzelne Moleküle werden in eine Richtung transportiert).
  - Symport, Cotransport (gleichzeitiger Transport von zwei/drei verschiedenen Teilchen in die gleiche Richtung)
  - Antiport, Gegentransport (gleichzeitiger Transport von zwei/drei verschiedenen Teilchen in gegensätzliche Richtung durch Antiporter)
- Ionenpumpen, wie z. B. die Plasmamembran-ATPasen oder Protonenpumpen
- Ionenkanäle, wie der Natriumkanal
- Aquaporine, also den Wasseraustausch fördernde Kanäle

## Transport außerhalb von Zellen
Auch für den Transport von Stoffen im Blutkreislauf werden die meisten dieser Stoffe an spezifische Transportproteine gebunden.
Transportproteine im Blut sind beispielsweise:
- Albumin
- Hämoglobin: bindet Sauerstoff und Kohlenmonoxid
- Haptoglobin: bindet Hämoglobin
- High Density Lipoprotein: bindet Fette
- Low Density Lipoprotein: bindet Fette
- Thyroxin-bindendes Globulin: bindet das Schilddrüsenhormon Thyroxin
- Transcortin: bindet Steroidhormone
- Transferrin: bindet Eisen
- Vitamin-D-bindendes Protein: bindet Vitamin D

### Transport innerhalb von Zellen
- Oxysterol-Binding Protein 1
- Kinesin